# Az FC Bayern München 2011–2012-es szezonja
Az FC Bayern München 2011–2012-es szezonja nem felelt meg a szakértők és a szurkolók elvárásainak a trófeák terén. Az FC Bayern München a Bundesligában, a DFB-Kupában és az UEFA-bajnokok ligájában a második helyen zárt. A csapatkapitány Mark van Bommel távoza miatt Philipp Lahm lett, helyettese Bastian Schweinsteiger. Az edzői poszton is történt változás: Louis van Gaal helyére Jupp Heynckes érkezik.

## A szezon
A Bayern München a 2011–2012-es szezonban a BL halálcsoportjának megnyerése után a döntőig menetelt, először kiejtve az FC Baselt. Az első mérkőzésen 1-0-s vereséget szenvedett, de Münchenben már 7-0-ra végződő mérkőzésen győzött a Bayern, hol Mario Gómez parádézni tudott 4 szerzett találatával. A negyeddöntőben az Olympique de Marseille -t gyűrték le kétszer 2-0-ra megnyert mérkőzésen. Az elődöntőben 3-3-as összesítésig is jutott a Bayern München és a Real Madrid, ahol az idegenben lőtt gólok egyező mennyisége miatt a büntetőpárbaj során dőlt el a továbbjutás kérdése. A döntőben az Chelseavel találkozott, amit Münchenben hazai közönség előtt nem tudott megnyerni. Rendes játékidőben 1-1, tizenegyesekkel 3-4 a Chelsea javára. A kupában a döntőig menetelt, hol a BL döntő előtti szombaton a Borussia Dortmund állta útját, foszlatva szét a kupa megnyerésének reményét 5-2-es eredménnyel. A bajnokságban nem bírta erővel a Bayern, erre részben az is tanúbizonyíték, hogy amíg a Ruhr-vidéki rivális is versenyben volt a BL-ben, tartották egymással a lépést, sőt az őszi szezon bajnoka is lett a Bayern. Főoka a kulcsjátékosok hiánya sérülések miatt, és mivel "rövid" volt a kispad nem volt megvalósítható hiányosságok pótlása. Ebben a szezonban a Bayern München 3 ezüst éremmel zárt.

## Eredmények
A csapat triplázni tudott az ezüstérmek terén.
| Bajnokság                                             | Helyezés |
| ----------------------------------------------------- | -------- |
| 2011–2012-es német labdarúgó-bajnokság (első osztály) | Második  |
| 2011–2012-es német labdarúgókupa                      | Döntős   |
| 2011–2012-es UEFA-bajnokok ligája                     | Döntős   |

## Keret
2011. július 14.

## Gólszerzők
| Gólszerzők             | Gólok |
| ---------------------- | ----- |
| Mario Gómez            | 41    |
| Arjen Robben           | 19    |
| Franck Ribéry          | 17    |
| Thomas Müller          | 11    |
| Toni Kroos             | 7     |
| Bastian Schweinsteiger | 5     |
| Daniel Van Buyten      | 4     |
| Ivica Olić             | 4     |
| Nils Petersen          | 4     |
| David Alaba            | 3     |
| Luiz Gustavo           | 1     |
| Rafinha                | 1     |
| Takashi Usami          | 1     |

| Gólszerzők             | Gólok |
| ---------------------- | ----- |
| Mario Gómez            | 26    |
| Franck Ribéry          | 12    |
| Arjen Robben           | 12    |
| Thomas Müller          | 7     |
| Daniel Van Buyten      | 4     |
| Toni Kroos             | 4     |
| Bastian Schweinsteiger | 3     |
| David Alaba            | 2     |
| Ivica Olić             | 2     |
| Nils Petersen          | 2     |
| Luiz Gustavo           | 1     |

| Gólszerzők             | Gólok  |
| ---------------------- | ------ |
| Mario Gómez            | 12(1)* |
| Arjen Robben           | 4(1)*  |
| Franck Ribéry          | 3      |
| Toni Kroos             | 2      |
| Thomas Müller          | 2      |
| Ivica Olić             | 2      |
| Rafinha                | 1      |
| Bastian Schweinsteiger | (1)*   |

| Gólszerzők             | Gólok |
| ---------------------- | ----- |
| Mario Gómez            | 2     |
| Thomas Müller          | 2     |
| Nils Petersen          | 2     |
| Franck Ribéry          | 2     |
| Arjen Robben           | 2     |
| David Alaba            | 1     |
| Toni Kroos             | 1     |
| Bastian Schweinsteiger | 1     |
| Takashi Usami          | 1     |

## Szakmai stáb
| Pozíció             | Beosztott         |
| ------------------- | ----------------- |
| Edző                | Jupp Heynckes     |
| Másodedző           | Peter Hermann     |
| Másodedző           | Hermann Gerland   |
| Kapusedző           | Toni Tapalović    |
| Sportpszichológus   | Philipp Laux      |
| Rehabilitációs edző | Thomas Wilhelmi   |
| Fitneszedző         | Marcelo Martins   |
| Fitneszedző         | Andreas Kornmayer |

|-
|}

## Mezek
- Mez: Adidas
- Mezszponzor: T-Home

|  | Hazai |  | Idegenbeli |  | Idegenbeli alternatív 1. |  | Idegenbeli alternatív 2. |  | Idegenbeli alternatív 3. |  | Harmadik számú szerelés |